# Dendropsophus garagoensis
Espèce
Synonymes
- Hyla garagoensis Kaplan, 1991

Statut de conservation UICN

 LC  : Préoccupation mineure
Dendropsophus garagoensis est une espèce d'amphibien de la famille des Hylidae.

## Répartition
Cette espèce est endémique du département de Boyacá en Colombie. Elle se rencontre entre 2 000 et 2 020 m d'altitude sur le versant oriental de la Cordillère orientale,.

## Étymologie
Son nom d'espèce, composé de garago[a] et du suffixe latin -ensis, « qui vit dans, qui habite », lui a été donné en référence au lieu de sa découverte, la ville de Garagoa.

## Publication originale
- Kaplan, 1991 : A New Species of Hyla from the Eastern Slope of the Cordillera Oriental in Northern Colombia. Journal of Herpetology, vol. 25, no 3, p. 313-316.